# 胡见义
胡见义（1934年3月25日—）中国石油天然气地质与勘探专家，中国工程院院士。

## 生平
出生于北京市。1952年9月就读于北京地质学院，后到苏联留学，1959年毕业于莫斯科石油学院，获硕士学位。胡见义曾担任中国石油天然气总公司石油勘探开发科学研究院原副院长、总地质师、高级工程师。研究总结和建立完善中国陆相油气藏理论与勘探，为发现鄂尔多斯盆地等大型油气田作出了贡献。1997年当选中国工程院院士。